# Ghriss
Ghriss è un comune dell'Algeria, situato nella provincia di Mascara.